# Faworytka
Grusza ‘Faworytka’, 'Klapsa' (ang. Clapp’s Favourite) – odmiana uprawna (kultywar) gruszy należąca do grupy grusz zachodnich o wczesnej porze dojrzewania (odmiana jesienna). Odmiana bardzo stara, wyhodowana w 1860 roku w Dorchester w stanie Massachusetts (USA) przez Thaddeusa Clappa jako siewka odmiany Flamandka. Do uprawy, początkowo w USA i w Europie Zachodniej, weszła bardzo szybko i zyskała uznanie. Stopniowo rozprzestrzeniła się do wszystkich krajów uprawiających grusze. W Polsce w uprawie od XIX wieku, do Rejestru Odmian wpisana w 1990 roku. Do chwili obecnej jest najpopularniejszą odmianą w uprawie amatorskiej, a także najczęściej spotykaną odmianą dojrzewającą w lecie w uprawie towarowej. Spośród odmian grusz kwalifikowanych przez Państwową Inspekcję Ochrony Roślin i Nasiennictwa, w polskich szkółkach w ostatnich latach pod względem wielkości produkowanych drzewek grusz zajmuje trzecie miejsce za Konferencją i Lukasówką.

## Morfologia
PokrójDrzewo rośnie silnie, szczególnie przez pierwsze lata po posadzeniu. Tworzy koronę szerokopiramidalną luźną, często niesymetryczną. Początkowo pędy mają silną tendencję do wzrostu pionowego w górę, jednak w starszym wieku gałęzie mają wyraźnie zwisający charakter. Tworzy dość dużo krótkopędów, na których głównie zawiązuje owoce.
OwoceNajczęściej są duże, lub bardzo duże, często o masie ponad 200 gramów, wyrównane pod względem wielkości. Kształt jest szerokojajowaty, regularny. Skórka jest dość gruba, błyszcząca, lekko tłusta, o barwie podstawowej zielonożółtej.

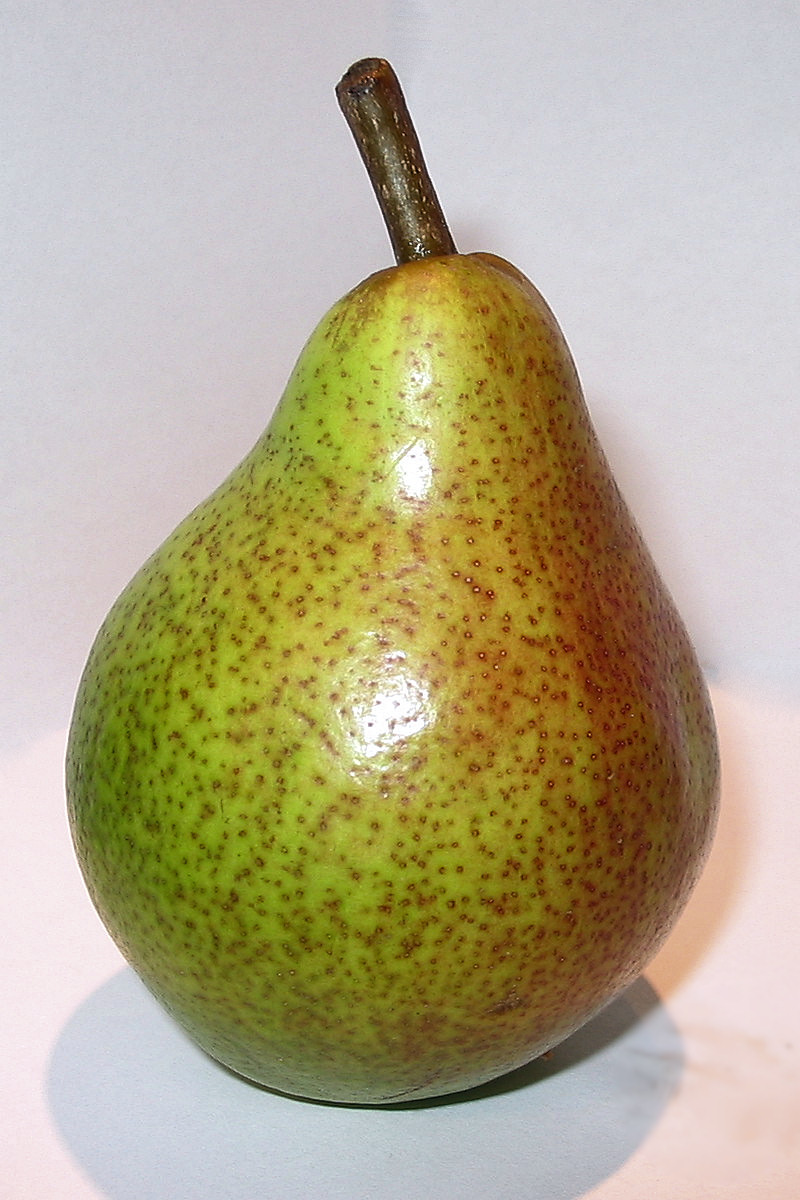
Owoc Klapsy

Większość owoców ma brązowoczerwony rumieniec zajmujący od 1/8 do 1/2 powierzchni, większy u owoców rosnących na słońcu. Przetchlinki są średniej wielkości, wyraźne, zielonkawobrązowe, równomiernie rozłożone na całej powierzchni owocu. Szypułka jest dość gruba, powyżej 3 mm średnicy, 25–30 mm długa, często mięsista. Zagłębienie szypułkowe jest płytkie, często z charakterystycznym pierścieniem miąższu, delikatnie ordzawione. Zagłębienia kielichowego najczęściej brak, a kielich jest otwarty lub półotwarty. Miąższ ma barwę jasnożółtą, jest delikatny, bardzo soczysty, z niewielką liczbą komórek kamiennych wokół gniazda nasiennego, bardzo smaczny.

## Zastosowanie
- Roślina uprawna. W okres owocowania wchodzi średnio wcześnie, najczęściej w 4–5 roku po posadzeniu. Owocowanie jest obfite i coroczne. Obecnie najważniejsza odmiana letnia grusz. Owoce, oprócz doskonałego smaku, w stanie świeżym nadają się także na przetwory i na susz. Polecana do uprawy na terenie całego kraju, zarówno do nasadzeń amatorskich w ogródkach przydomowych i działkowych, jak i w sadach towarowych.
- Red Faworytka. Mutant odmiany znaleziony w USA w 1939 roku. Owoce są w całości pokryte czerwonym rumieńcem. Zabarwienie to spowodowane jest epidermalną chimerą. Różni się od Faworytki późniejszym osiąganiem dojrzałości zbiorczej (o kilka dni), natomiast pozostałe cechy uprawowe są takie same jak u odmiany wyjściowej.

## Uprawa
- W uprawie przydomowej najczęściej stosowaną podkładką są siewki gruszy kaukaskiej, natomiast w sadach towarowych pigwa S1, z którą jednak zrasta się źle, stąd też stosuje się pośrednią, która jest dobrze zrastającą się odmianą z oboma komponentami drzewa.
- Faworytka jest odmianą średnio wytrzymałą na mróz. Jest wrażliwa na parcha gruszy i zarazę ogniową.
- Zbiór i przechowywanie: w warunkach polskich w zależności od rejonu i typu dojrzałość zbiorczą osiąga od końca pierwszej dekady do końca sierpnia. Jak na odmianę letnią przechowuje się dobrze, w zwykłej chłodni można ją przechować 9–10 tygodni w temperaturze –1 °C. Opóźnienie zbioru wyraźnie skraca zdolność przechowalniczą, gdyż owoce szybko stają się miękkie i mączyste.